# Čami (Albanci)
Čami, Čamiti (albanski: Çamë, grčki: Τσάμηδες) je ime za zajednicu Albanaca posebnog dijalekta koju žive u obalnom dijelu Epira, u kraju koju oni zovu Čamerija. Najveći dio ove regije je u Grčkoj, a manji u južnoj Albaniji. Uz Čame u kraju obitavaju i Grci, Vlasi, a za osmanske vladavine živjelo je dosta Turaka.
Čami govore jedan posebni dijalekt albanskog jezika, koji spada u toskanski dijalekt (službeni albanski jezik). Zbog dugotrajne izoliranosti čamski albanski zadržao je mnoge arhaične jezične forme. Nakon dolaska osmanlija u taj kraj u 15. stoljeću dobar dio Čama prešao je na islam, ali jedan dio zajednice ostao je kršćanski.

## Povijest Čama
Prvi pisani tragovi u kojim se spominju Albanaci kao poseban narod datiraju iz druge polovice 11. stoljeća, u njima se oni navode kao stanovnici Arbanona u središnjoj Albaniji.
Prve migracije Albanaca u Epir počele su krajem 13. i početkom 14. stoljeća. U prvim desetljećima 14. st., pojedini albanski klanovi postali su bizantski plaćenici u Epiru i Tesaliji. Najveći val migracije se dogodio od 1340-ih do 1350-ih kad su pojedini albanski plemenski klanovi podržali uspješne srpske napade na bizantske posjede u sjevernoj Grčkoj. 

Pri kraju 19. i početkom 20. st., velik dio Čama muslimana iselio se u Tursku. To se osobito pojačalo, kad je veći dio Epira postao sastavni dio Kraljevine Grčke, a Čami postali nacionalna manjina (to se odnosilo samo na muslimane, kršćanske Čame su Grci držali za Grke). Drugi veliki val iseljavanja muslimanskih Čama zbio se za velike razmjene stanovništva između Turske i Grčke nakon Grčko-turskog rata 1919. – 1922. Dobar dio Čama iz Čamerije surađivao je za vrijeme okupacije tog dijela Grčke tijekom Drugog svjetskog rata s talijanskim i njemačkim okupacijskim snagama, ili je pak sudjelovao u albanskoj civilnoj upravi koja je uspostavljena uz pomoć talijanske vojske. 
Zbog toga je velik dio Čama, nakon oslobođenja Grčke 1944. protjeran u Albaniju, na njih je pala kolektivna anatema krivnje za kolaboraciju s okupatorima Grčke.
Loše su prošli i oni Čami koji su surađivali s ljevičarskim ELAS-om za vrijeme Grčkog građanskog rata i oni su morali napustiti Čameriju nakon poraza ELAS-a 1949. i pobjeći u Albaniju.
Odmah nakon Drugog svjetskog rata, čamski iseljenici u Albaniji pokušali su osnovati udruge koje bi zastupale njihove interese, uspjeli su osnovati Odbor antifašističkih Čama u izbjeglištvu, ali je njegov daljnji rad zabranjen 1947. godine od strane vladajućih komunista.
Danas u Albaniji najveći dio Čama živi u području između Konispola i Sarande, ali Čama i njihovih potomaka koji su raseljeni iz Čamerije nakon II. svjetskog rata ima diljem Albanije, posebice u južnoj Albaniji te Tirani i Draču. U novije vrijeme nakon demokratskih promjena u Albaniji i pada komunističkog režima 1990-ih, Čami su osnovali vlastitu Stranku pravde i jedinstva (Partia për Drejtësi dhe Integrim) te su na albanskim parlamentarnim izborima u lipnju 2009. godine uspjeli osvojiti 1 zastupničko mjesto. Čami traže povratak u Grčku i povrat svojih imanja, koje su im grčke vlasti konfiscirale.

## Broj Čama danas
Broj Čama u Albaniji po procjenama njihove Udruge Čamerije iz 1991., iznosi oko 205 000.
Broj Čama pravoslavne vjere, koji su ostali živjeti u Čameriji u grčkom dijelu Epira je nepoznat, jer grčke vlasti njih ne tretiraju kao nacionalnu manjinu. Oni su za službenu Atenu - Arvaniti, Grci albanskog porijekla. Čamski dijalekt i danas se čuje po Igumenici, Filiatesu i okolnim selima. Etnolozi procjenjuju da u Čameriji živi oko 10 000 Čama.
| Godina | Čami muslimani | Čami pravoslavci | Ukupno stanovnika | Izvor                                         |
| ------ | -------------- | ---------------- | ----------------- | --------------------------------------------- |
| 1913.  | 25.000         | Nepoznato        | Nepoznato         | Grčki popis stanovništva                      |
| 1923.  | 20.319         | Nepoznato        | Nepoznato         | Grčki popis stanovništva                      |
| 1925.  | 25.000         | 22.000           | 47,000            | Albanska vlada                                |
| 1928.  | 17.008         | Nepoznato        | Nepoznato         | Grčki popis stanovništva                      |
| 1938.  | 17.311         | Nepoznato        | Nepoznato         | Grčka vlada                                   |
| 1940.  | 21.000         | 22.000           | Nepoznato         | Procjena na osnovu grčkog popisa stanovništva |
| 1947.  | 113            | Nepoznato        | Nepoznato         | Grčki popis stanovništva                      |
| 1951.  | 127            | Nepoznato        | Nepoznato         | Grčki popis stanovništva                      |

## Vanjske poveznice
- Govornici albanskog i Albanci u Grčkoj  Arhivirana inačica izvorne stranice od 5. rujna 2011. (Wayback Machine) (njem.)
- Miranda Vickers:The Cham Issue-Albanian National & Property Claims in Greece.Defence Academy of the United Kingdom.Conflict Studies Research Centre, travanj 2002.(PDF)  Arhivirana inačica izvorne stranice od 18. travnja 2009. (Wayback Machine) (engl.)
- Portal Čamske stranke iz Albanije  Arhivirana inačica izvorne stranice od 16. lipnja 2009. (Wayback Machine)
- Doris Stockmann, Wilfried Fiedler, Erich Stockmann: Narodna muzika Čama (hrv.)